# Sant Josep de Valloriola
Sant Josep de Valloriola és una petita capella de l'antic poble de Valloriola, pertanyent al terme comunal d'Òpol i Perellós, a la comarca del Rosselló, de la Catalunya del Nord.
Està situada a la Vall Oriola, una petita vall a ponent del poble d'Òpol, a prop del límit oest del terme d'Òpol i Perellós.
És una capella petita, de planta rectangular, sense absis exempt. Està orientada de sud-est a nord-oest, amb un campanar d'espadanya a la façana sud-est.